# 조선왕조실록 낙질 및 산엽본
조선왕조실록 낙질 및 산엽본(朝鮮王朝實錄 落帙 및 散葉本)은 서울특별시 관악구 규장각에 있는 조선왕조실록이다. 1973년 12월 31일 대한민국의 국보 제151-4호 조선왕조실록 기타산엽본로 지정되었다가, 2019년 6월 26일 제151-6호로 지정번호, 수량 및 명칭이 변경되었다.

## 개요
『조선왕조실록』은 조선 태조에서부터 조선 철종 때까지 25대 472년간(1392∼1863)의 역사를 편년체(編年體: 역사적 사실을 일어난 순서대로 기술하는 역사서술의 한 방식)로 기록한 책이다.
기타산엽본은 정족산, 태백산, 오대산사고본 이외의 낙질본들로서, 서울의 춘추관사고에서 보관하던 실록의 낙질본으로 추정된다. 궁궐 안에 있던 춘추관사고는 전란 및 궁궐 화재 등으로 인해 사고 건물이 여러 차례 불탔다. 이 과정에서 춘추관 소장 실록의 대부분이 소실되었고 일부 낙질만 남아 있었는데, 1910년 이후 일제가 정부 기관 및 각 사고의 서적들을 이관·통합하는 과정에서 규장각도서로 편입되어 현재에 이른 것으로 보인다.

## 추가 지정
'기타 산엽본'은 일부가 국보 제151-4호로 총 21책이 지정되어 있으나, 이번 지정대상에는 정족산사고본, 태백산사고본, 오대산사고본 등에 속하지 않는 낙질(落帙) 성격의 또 다른 실록과 더불어 산엽본이 추가로 포함되었다. ‘국보 제151-6호 조선왕조실록 낙질 및 산엽본’은 총 78책(낙질본: 67책, 산엽본: 11책)으로, 낙질본은 실록의 중간본(重刊本)이 다수이고 산엽본은 정족산사고본 실록의 낙장(落張)을 모아놓은 것이다. 따라서 낙질 및 산엽본 모두 실록 중간본의 오류 수정과 간행 과정을 확인할 수 있는 근거 자료로서 가치가 있다.

## 같이 보기
- 조선왕조실록